# Jonesboro (Illinois)
Pour les articles homonymes, voir Jonesboro.
La ville de Jonesboro est le siège du comté d’Union, dans l’État de l’Illinois, aux États-Unis. Sa population s’élevait à 1 821 habitants lors du recensement de 2010, estimée à 1 749 habitants en 2016.

## Source
- (en) Cet article est partiellement ou en totalité issu de l’article de Wikipédia en anglais intitulé « Jonesboro, Illinois » (voir la liste des auteurs).